# Куктяк-Мирсаитово
Куктяк-Мирсаитово — деревня в Тукаевском районе Татарстана. Входит в состав Яна-Булякского сельского поселения.

## География
Находится в северо-восточной части Татарстана, в бассейне реки Иныш (левый приток реки Иганя), в 49 км к югу от районного центра — города Набережные Челны.

## История
Основана в начале XX века.
Основные занятия жителей в этот период: земледелие, разведение скота, пчеловодство.
До 1920 года деревня входила в Языковскую волость Мензелинского уезда Уфимской губернии. С 1920 года в составе Мензелинского, с 1922 — Челнинского кантонов ТАССР. С 10 августа 1930 года в Сармановском (с 10 февраля 1935 года по 29 ноября 1957 года в Ворошиловском, с 29 ноября 1957 года  по 12 октября 1959 года в Яна-Юльском), с 4 июня 1984 года в Тукаевском районах.
В 1929 году в деревне организован колхоз, с 1995 года — производственный кооператив, с 2005 года — общество с ограниченной ответственностью — агрофирма.

## Население
| 1926 | 1938 | 1949 | 1958 | 1970 | 1979 | 1989 | 2002 | 2010 | 2020 |
| ---- | ---- | ---- | ---- | ---- | ---- | ---- | ---- | ---- | ---- |
| 282  | 357  | 305  | 279  | 253  | 181  | 131  | 134  | 125  | 103  |

Национальный состав села — татары.

## Экономика
Сельское хозяйство со специализацией на растениеводстве, животноводстве.

## Инфраструктура
В деревне действует фельдшерско-акушерский пункт.

## Религия
Мечеть (с 2016 г.).